# 2022年科技
2022年科學技術領域所發生的一些重要事件。

## 事件

### 1月
- 1月6日——中國天宮空間站經過約47分鐘的跨系統密切協同，太空站機械臂轉位貨運太空船試驗取得圓滿成功，這是中國首次利用太空站機械臂操作大型在軌飛行器進行轉位試驗[1]。
- 1月10日——美國馬里蘭大學醫學院團隊實施豬心轉基因移植至57歲男性人類大衛·貝內特，為全球首成功例。[2]
- 1月24日——發射升空三十天後，詹姆斯·韋伯望遠鏡（James Webb Telescope）已經在太空中抵達其將要觀測宇宙的位置。這個被稱為拉格朗日L2點（Lagrange Point 2）的位置，在地球陰面之外100萬英里（150萬公里）處[3]。

### 2月
- 1月15日——南太平洋島國東加附近海域發生海底火山噴發，該國對外通訊幾乎斷絕，產生的海嘯對太平洋沿岸國家造成衝擊。
- 2月15日——2022年彼得羅波利斯洪災，暴雨引發山體滑坡，沖毀了至少80間房屋，並造成171人死亡，35人失蹤。

### 3月

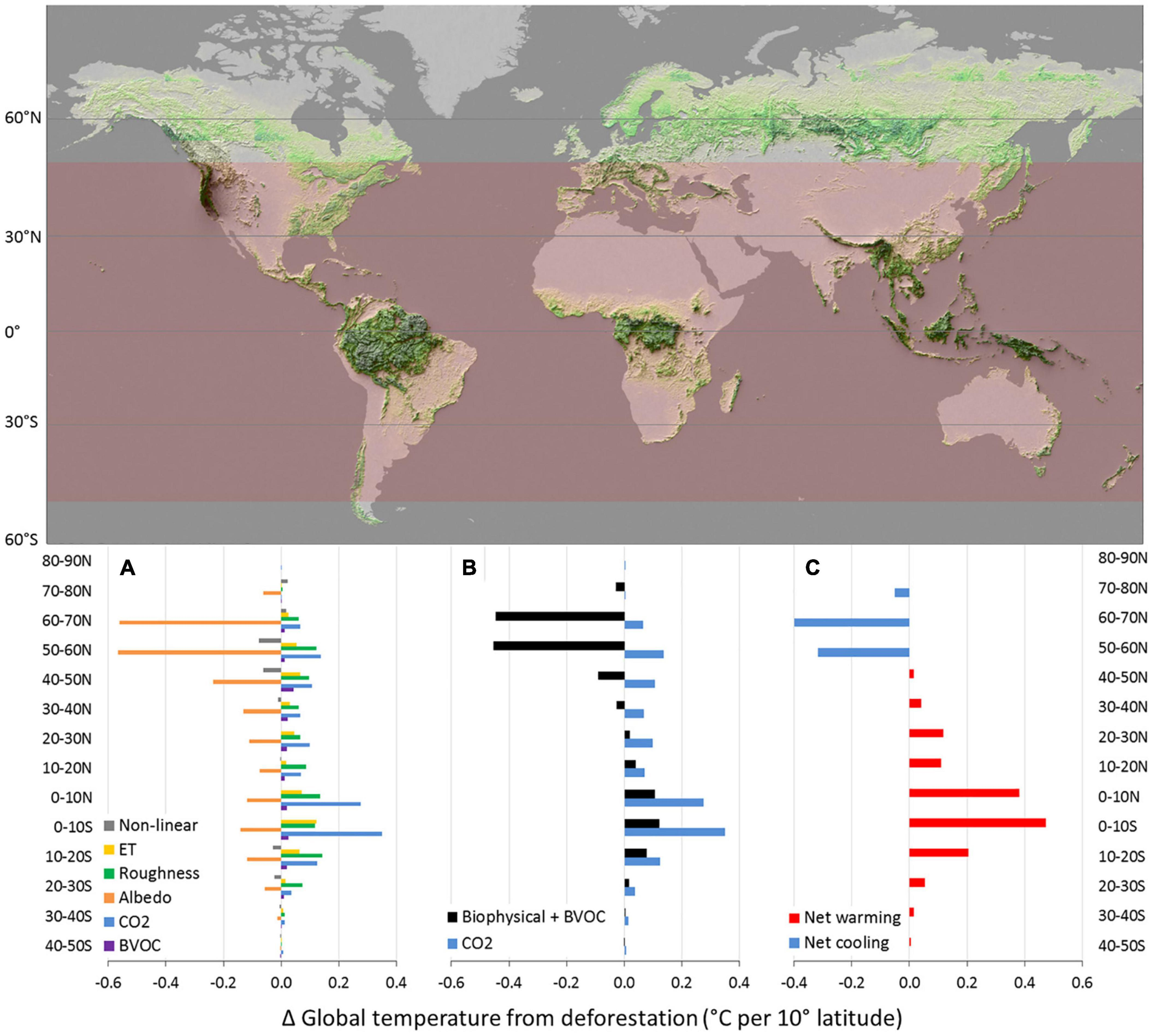
3 月 24 日：科學家描述並量化了森林影響氣候的生物物理機制。

- 有份報告指出研究人員開發了一種太陽能電池板集成系統的開發，該系統使用水凝膠冷卻電池板或產生淡水來灌溉下面封閉的農作物。[4][5]

### 4月
- 4月1日——生物化學家報告完成了人類基因組的完整序列。[6][7]
- 有研究表明，與普遍的觀點相反，恐龍時代滅絕事件中，哺乳類滅絕倖存者的體型是最先因輻射進化（英语：Evolutionary_radiation#Examples） 增加，腦容量在始新世後期有所增加。[8][9]

### 5月
- 5月10日——蘋果公司正式宣布停產iPod touch，現有的最後一批第7代產品iPod touch將繼續銷售，直到庫存售完即止。至此，iPod長達21年的傳奇將走入歷史，其音樂播放功能已經融入iPhone、iPad等其他產品線[10]。

### 6月
- 6月21日——大韓民國世界號運載火箭第二次發射，負載了一顆0.2噸的技術示範衛星和一顆1.3噸的衛星模型。韓國航空宇宙研究院宣布成功發射，韓國太空時代開始(Way To Space Has Opened)[11][12]！自此成為全球第七個用國造火箭將一噸重以上衛星送進軌道的國家，與俄國、美國、法國、中國、日本和印度齊名[13]。
- 6月22日—— 阿富汗和巴基斯坦交界發生MW5.9級地震，至少千人死亡。

### 7月
- 7月12日——美國NASA公布，詹姆斯韋伯太空望遠鏡拍下的第一張全彩色照片。首張曝光的照片中可以見到的是飛魚座（Volans）中的一個星系團，以「SMACS 0723」命名，星團本身實際上並沒有那麼遠、距離「只有」大約46億光年[14]。
- 7月28日——中國航天宣佈“新一代載人運載火箭”，由中國航太科技集團一院702所完成重要試驗，驗證多機並聯靜動聯合試驗、以及箱底傳力關鍵技術，之後將會轉入初樣研製階段，未來這款火箭將會使大陸完成具備2030年前載人登陸月球的能力[15]。
- 7月21日——世界自然保护联盟（IUCN）更新濒危物种红色名录，有着“中国淡水鱼之王”之称的长江白鲟被世界自然保护联盟（IUCN）正式宣布灭绝。
- 7月19日——大韓民國研發自製超音速戰鬥機的國家，韓國國產自製4.5代的KF-21獵鷹式戰機，正式首次飛行在韓國航空宇宙產業的泗川機場。以時速400公里飛行30分鐘，於當地下午三點四十分[16][17]。

### 8月
- 8月1日——中華電信、遠傳電信、台灣大哥大等台灣電信公司，正式宣佈從今日起用戶免費申請開通網內互打VoLTE服務，同時也開啟Vo Wi-Fi語音通話（英语：Voice over WLAN），也意味著 VoLTE 時代來臨[18]。
- 8月12日——美國商務部工業和安全局發布的新管制規則，理由是維護國家安全。新規則涉及三項技術，分別是：設計GAAFET（全柵場效應晶體管）結構集成電路所必須的EDA軟體，限制3奈米以下；金剛石和氧化鎵為代表的超寬帶半導體材料；燃氣渦輪發動機使用的壓力增益燃燒（PGC）技術。15日，正式生效[19]。

### 9月
- 9月15日——繼上個月首度將 60kW 功率的「太陽神」「高能雷射整合式炫光與監視系統」（High Energy Laser with Integrated Optical-Dazzler and Surveillance，HELIOS）雷射武器交付海軍之後，洛克希德馬丁公司正式宣布，首輛 300kW 等級的「非直接火力防護能力－高能雷射計畫」(Indirect Fires Protection Capability-High Energy Laser，IFPC-HEL)也正式交付美國陸軍，將進行一系列的野戰試驗測試工作[20][21]。
- 9月26日——美國太空總署的太空飛行器撞向小行星「迪迪莫斯」的衛星「迪莫弗斯」，目的是使其改變軌道。這項實驗的終極目的是日後若有體積較大的小行星襲向地球，對地球構成威脅時，撞走小行星救地球[22]。

### 10月
- 10 月 1 日——美國國家航空航天局的一項新模擬發現，月球可能在幾小時內形成，而早期的理論則提出了更長的幾個月或幾年的時間。[23]

### 11月
- 11月16日——NASA的阿提米絲計畫的無載人試驗飛行，阿爾忒彌斯1號首次綜合測試，搭載三位生理測試假人(指揮官Moonikin Campos與Helga、Zohar)，飛向月球。一並搭載的日本宇宙航空研究開發機構（JAXA）的月球登陸器OMOTENASHI由于在月球附近失去通信，未能实现“半软着陆”的登月目标[24]。
- 11月29日——搭载长征二号F运载火箭的神舟十五号载人飞船从中国酒泉卫星发射中心升空[25]。

### 12月

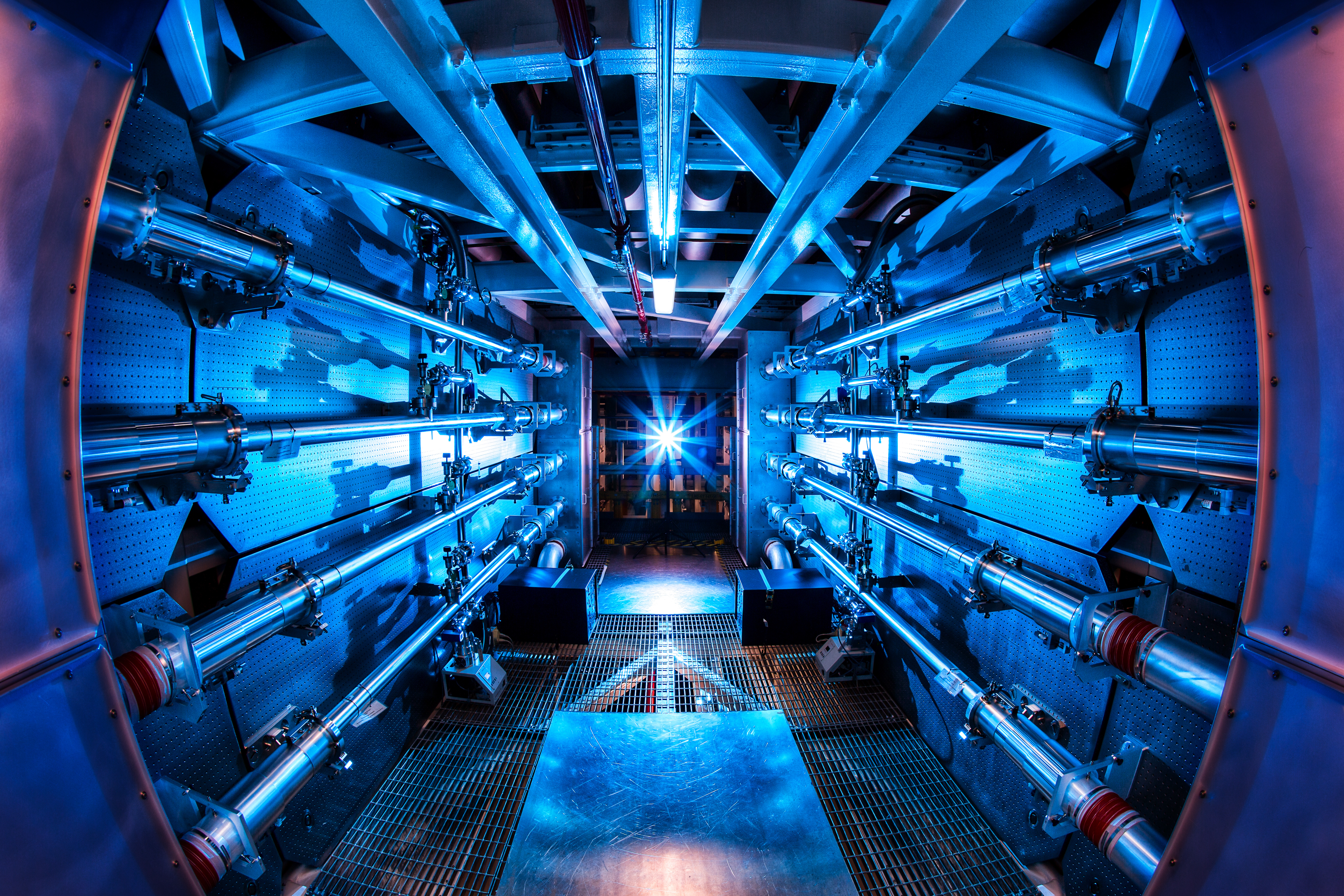
12 月 13 日：國家點火設施報告了聚變功率的淨能量增益。

- 12 月 1 日——天文學家使用詹姆斯·韋伯太空望遠鏡報告稱，他們觀察到可能由甲烷構成的雲層穿過土星的衛星土衛六。[26][27]
- 12 月 5 日——歷史上最大的望遠鏡——平方千米陣開始建造。[28]

## 重大獎項

### 诺贝尔奖
- 物理学: 阿兰·阿斯佩、约翰·克劳泽、安东·蔡林格
- 化学: 卡罗琳·贝尔托西、卡尔·巴里·沙普利斯、莫滕·梅爾達爾
- 医学: 斯萬特·帕博
- 文学: 安妮·艾諾
- 和平: 阿列斯·比亚利亚茨基、纪念、公民自由中心
- 经济学: 本·伯南克、道格拉斯·戴蒙德、菲利普·迪布维格

圖靈獎